# Zlatarovo zlato
Zlatarovo zlato prvi je roman Augusta Šenoe (1838. – 1881.), napisan 1871. godine. To je ujedno i prvi hrvatski povijesni roman. Radnja je smještena u Zagreb u 16. stoljeće, u vrijeme nakon Gupčeve Seljačke bune. Roman je najprije objavljen u nastavcima u časopisu Vienac od broja 31. (5. kolovoza 1871.) do broja 52. (30. prosinca 1871.) unutar III. godišta.

## Sadržaj
Roman Zlatarovo zlato podijeljen je na 26 poglavlja, u kojima je radnja oblikovana kroz dvije linije fabule:
1. povijesnu – čini je niz povijesnim izvorima oblikovanih epizoda o borbi Zagrepčana i feudalaca iz okolice, konkretnije Stjepka Gregorijanca, veleposjednika Medvedgrada.
2. ljubavnu – satkana je iz romantičnih opisa nedužne mlade ljubavi Dore i Pavla, koji su pripadnici dviju sukobljenih strana i dvaju različitih staleža, plemićkoga i građanskoga

Miješanje romantičkih, realističkih i naturalističkih elemenata primjećuje se i u crno-bijeloj karakterizaciji likova, od kojih neki, poput intriganta Grge Čokolina, svojim djelovanjem pokreću niz događaja i zapleta u romanu. Kritički osvrt na povijesna zbivanja u Hrvatskoj pod Habzburzima, snažna piščeva pristranost u razjašnjavanju staleškoga sukoba građana i feudalaca te izrazita nacionalno-domoljubna nota koja se provlači kroz sva Šenoina djela također su elementi svih njegovih romana.
Već u prvim rečenicama djela Šenoa otkriva da se radnja zbiva "na domaku šesanestoga vijeka, za kraljevanja Makse drugoga, a banovanja biskupa Đure Draškovića". Točnije, vrijeme radnje romana određeno je godinama 1574. i 1579., a analepsama i retrospekcijama koje sežu do 13. stoljeća i epilogom koji doseže 1610. godinu. Mjesto radnje romana jest Zagreb s okolicom (Samobor, Medvedgrad, Mokrice), uz Hrastovicu i Vojnu krajinu, koja kao mjesto radnje postoje u pripovijedanju Pavle i Radaka.
Temeljen na povijesnim izvorima, roman Zlatarovo zlato donosi sliku života u Zagrebu 16. stoljeća, s galerijom likova iz plemićkoga, svećeničkoga i građanskoga sloja. Okosnicu romana Šenoa je formirao oko sukoba plemstva, koje propada, i građanstva koje polako prodire i preuzima ključne položaje u društvu.

## Likovi
Obitelj Krupić:
- Petar Krupić zagrebački zlatar, pripadnik građanskog sloja. Nije bogat, ali nije ni siromašan. Žena mu je umrla. Ima prekrasnu kćer jedinicu Doru koju obožava. Plemenit je i pošten čovjek.
- Dora Krupićeva kći zagrebačkog zlatara Petra Krupića, glavni lik i naslovna junakinja Zlatarova zlata. Poslušna je, plemenita, vrijedna i lijepa djevojka, dijelom i naivna. Voli svog oca i kumu Magdu i pomaže im. Zaljubljuje se u Pavla Gregorijanca, no njihova ljubav ne uspijeva nadvladati staleške i druge prepreke. Doru daje otrovati Klara Grubarova zbog planirane Dorine udaje za Pavla kojeg je Klara željela za sebe.

Obitelj Gregorijanec:
- Stjepko Gregorijanec, feudalni gospodar Medvedgrada i protivnik Zagreba i Zagrepčana. Ima ženu Martu i tri sina (Niko, Pavao i Jerko; Jerka je imao sa sluškinjom koju je silovao; nakon njene smrti Jerka je odgajao stric). U romanu je zao i pohlepan. U naletu bijesa ubija ženu Martu. Sviđa mu se Dora Krupićeva, iako zna da su ona i njegov sin Pavao zaljubljeni. Stjepko ne odobrava njihovu vezu i naručuje Dorinu otmicu. Napada Zagrepčane, krade od njih i pali im kuće. Djelomično je kriv za Dorinu tragičnu smrt. Na samrti se kaje i od sinova traži oprost za zla koja je učinio.
- Marta Gregorijančeva, žena Stjepka Gregorijanca
- Pavao Gregorijanec, Stjepkov sin, razborit mladić. Zaljubljen u Doru otkad ju je prvi put vidio. Unatoč velikoj ljubavi, ne može spriječiti zla koja se dogode Dori. Nakon njezine smrti vraća se u rat s Turcima.
- Niko Gregorijanec, Stjepkov sin. Oženio se Ankom i s njom ima kćer.
- Anka Gregorijančeva, žena Nike Gregorijanca.
- Jerko Gregorijanec, tajanstveni dobročinitelj. Potajno je zaljubljen u Doru. On je i Stjepkov sin, no to otkriva tek na kraju romana. Pravio se nijemim kako nikada ne bi morao reći istinu o svom podrijetlu. Jerko ne može biti sretan, pa svojim dobrim i tajnovitim djelima pomaže Dori i Pavlu obraniti svoju ljubav.

Ostali likovi:
- Magda "paprenjarka", starica koja na Trgu sv. Marka prodaje svijeće i paprenjake. Dorina je kuma koja ju je pomagala odgajati. Savjetuje Dorinu ocu odbijanje Grgine prosidbe. Za osvetu, Grga ju je prevario i prijavio sudu. Na kraju romana, Magda umire od tuge na Dorinu grobu.
- Grga Čokolin, brijač, intrigant koji zapliće radnju i čini je zanimljivijom. Ružan je, pohlepan i prijetvoran. Nakon što Dora odbije njegovu prosidbu, odlučuje joj se osvetiti. Dok je Stjepko palio i uništavao Zagreb, Grga se pretvarao da je ranjeni vojnik i tražio od Dore čašu vode te je na prijevaru otrovao, u dogovoru s Klarom. Kasnije je Grga umoren u potjeri.
- Klara Grubarova (kasnije Ungnadova) je fatalna žena (femme fatale). Lijepa je i navikla dobivati sve što poželi. Ne preza ni pred čime. Odlučna je u namjeri osvajanja Pavla, iako ga ona ne zanima. Kasnije se udaje za bana Ungnada, ne zbog ljubavi, već kako ne bi bila izbačena iz Samobora. Na kraju romana Klara poludi.
- ban Ungnad
- Franjo Aranbas
- Đuro Zrinjski

## Zanimljivosti
- Kip Dore Krupićeve, djelo kipara Ive Kerdića, od 1929. godine stoji u niši Kamenitih vrata blizu kojih je, u romanu, bila kuća njezina oca.[5]
- Radovan Devlić autor je stripovske adaptacije Zlatarova zlata.[6]
- Prigodom 150. obljetnice izdavanja romana Vijenac (u kojemu je roman i izlazio u nastavcima tijekom 1871.) je objavio digitalni pretisak cijeloga djela.[7]

## Vanjske poveznice
- Digitalni pretisak romana Augusta Šenoe Zlatarovo zlato iz 1871. godine objavljen u Viencu u nastavcima. PDF. Vijenac, Matica hrvatska, 2021., pristupljeno 28. prosinca 2021.| Djela Augusta Šenoe                                                                                                                                                               | Djela Augusta Šenoe |
| --- | ------------------- |
| |                     |
| Naša književnost • Ljubica • Zagrebulje • Zlatarovo zlato • Prijan Lovro • Čuvaj se senjske ruke • Seljačka buna • Diogenes • Karanfil s pjesnikova groba • Prosjak Luka • Kletva |                     |